# Rheintöchter

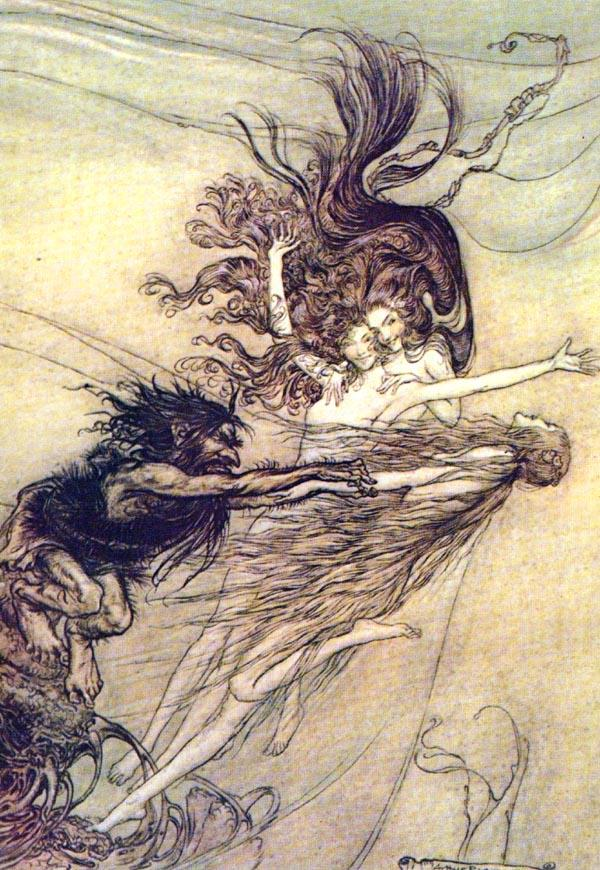
Alberich und die Rheintöchter (Arthur Rackham, um 1910)

Die Rheintöchter Wellgunde, Woglinde und Floßhilde gehören zu den Protagonisten der Tetralogie Der Ring des Nibelungen des deutschen romantischen Komponisten und Librettisten Richard Wagner.
Sie sind mythische weibliche Wesen des Opernzyklus, die – in ähnlicher Weise wie die zeitlose und wissende Erda und die das Schicksal überwachenden Nornen – von überlieferten Vorbildern inspiriert wurden. Wagner hat insofern in seine Ring-Dichtung eine eigene, aber auch potentiell vom Wassergeist Undine beeinflusste Mythologie eingewoben und die Donau-Nixen oder -Meerjungfrauen des Nibelungenlieds nicht direkt übernommen.

## Rollen
Die Rheintöchter treten im Rheingold, dem ersten Werk der Tetralogie, als Hüterinnen des im Rhein liegenden natürlichen Goldes auf. Der Zwerg Alberich, ein Nibelung, buhlt um ihre Gunst, doch sie weisen den hässlichen Werber ab. Machtlos müssen sie sodann zusehen, wie Alberich das Gold dem Rheine entwendet (der Bühnenwirksamkeit willen stellt es sich als ein massives Goldstück dar), und wie er anschließend die Liebe verflucht. Liebesverzicht und das zu einem Ring geschmiedete Rheingold werden ihm maßlose Macht verleihen. Diese Prophezeiung hatten ihm – unüberlegt oder absichtsvoll, das bleibt in der Schwebe – die Rheintöchter gemacht.
Im weiteren Verlauf der Tetralogie bemühen sich die Rheintöchter, den Ring und damit das Gold dem Rhein wieder zurückzugeben; doch weder Wotan, der den Ring als Preis für den Bau seiner Burg Walhall an die Riesen Fasolt und Fafner ausgehändigt hat, noch Siegfried, den die drei Wasserwesen im dritten Aufzug des finalen Werks Götterdämmerung um den Ring bitten, sind hierzu bereit. Erst am Ende der mythologischen Handlung vollbringt Brünnhilde die erlösende Weltentat und gibt den Ring an Rheintöchter und Rhein zurück, durch die der habgierige Hagen unter dem Feuerschein Walhalls zugrunde geht.

## Interpretationen
Als Erste übernahm den kompletten Part der Woglinde Lilli Lehmann bei der Bayreuther Uraufführung des Rings (unter Richard Wagner und Hans Richter) anno 1876. Zu den Interpretinnen der Rheintöchter zählten auch Helen Donath und Edda Moser für Herbert von Karajan.

## Trivia
- 1908 stellte die Nordenhamer Visurgis Heringsfischerei drei Dampflogger in Dienst, die nach den Rheintöchtern benannt waren.
- Im Zweiten Weltkrieg wurde eine Flugabwehrrakete Rheintochter genannt.